# Dolores Serrat Moré
Dolores Serrat Moré (Ripoll, 3 de diciembre de 1955) es una profesora, médica forense, perita médica judicial y política española, miembro del Partido Popular de Aragón. Doctora en medicina por la Universidad de Zaragoza.

## Biografía
Dolores Serrat nació en Ripoll, provincia de Gerona, el 3 de diciembre de 1955. En 1973 Dolores Serrat inició sus estudios de medicina en la Universidad de Zaragoza en el campus de Huesca y la terminó en 1979 en el de Zaragoza. Es doctora en medicina, especialista en psiquiatría y en medicina legal y forense. En 2002 inició sus estudios de derecho en la facultad de derecho de la universidad de Zaragoza y se licenció en 2007.
Está casada y tiene tres hijos.

## Ámbito profesional
Dolores Serrat ha desarrollado toda su actividad universitaria y profesional en Aragón. En 1983 comenzó como profesora interina de medicina legal y toxicología de la facultad de medicina de la universidad de Zaragoza, y desde 1986 como profesora permanente. Obtuvo plaza de médico forense por oposición, con destino en Jaca, donde estuvo entre 1985 y 1986. En el ámbito de las responsabilidades universitarias ha ocupado los cargos de secretaria (1992-1994), vicedecana de ordenación académica (1994-1997) y decana (1997-2003) de la facultad de medicina de la universidad de Zaragoza. Ha sido presidenta de la Conferencia Nacional de Decanos de Medicina (2002-2003). Ha sido vocal de la Comisión Central de Deontología y Visado Médico de la Organización Médica Colegial (2002-2007), y vicepresidenta de la Comisión Deontológica del Colegio Oficial de Médicos de Zaragoza (1997-2007).

## Ámbito político
Miembro del Partido Popular de Aragón desde 2003, en la actualidad ocupa la Vicesecretaría de Estudios y Programas. En 2008, tras la celebración del XIV Congreso Regional del Partido Popular de Aragón, el PP sustituyó a Domingo Buesa en el cargo de portavoz del grupo municipal del PP en el ayuntamiento de Zaragoza, puesto que pasó a ocupar Dolores Serrat, y en el que más tarde la sucedió Eloy Suárez Lamata. Un día después de que Luisa Fernanda Rudi tomara posesión como presidenta del Gobierno de Aragón, Rudi, el 14 de junio de 2011, dio a conocer quienes serían sus consejeros en el nuevo Gobierno. Dolores Serrat es la única mujer de los nueve miembros que forman el actual Gobierno de Aragón formado por el Partido Popular de Aragón, en coalición con el PAR. Desde entonces ocupa el cargo de consejera de Educación, Universidad, Cultura y Deporte, del Gobierno de Aragón.

### Ley de Lenguas de Aragón
Dolores Serrat se vio envuelta durante su cargo como consejera de Educación, Universidad, Cultura y Deporte en la polémica sobre la denominación del catalán en Aragón como lengua aragonesa propia del área oriental, conocida con el acrónimo «lapao», con la aprobación de la Ley de Lenguas de Aragón del año 2013 y la reforma del sistema educativo con la nueva ley LOMCE.
Para muchos medios de prensa españoles, Dolores Serrat Moré es la creadora o una de las mayores impulsoras de esta ley, si bien su papel no está del todo claro, pues lo único seguro es que ella fue la que presentó el proyecto en el Parlamento de Aragón. Otra de las controversias es el nombre de dicha ley, ya que ella misma lo achacó a la oposición que, según ella, «creó unas acrónimos ficticios».

### Críticas a su trabajo político
En su ámbito político ha sido criticada por la privatización e infradotación de la educación pública, por lo que varias personas hicieron protestas pacíficas en el edificio de su domicilio. Además, desde las asociaciones de vecinos como la de Arcosur, se criticó que no hiciese un colegio en el centro de su barrio donde todas las personas lo pedían y que además contaba con una financiación privada y gratuita para el Gobierno de Aragón de varios millones de euros. En lugar de eso, decidió realizar el colegio en un extremo alejado del barrio donde no daba servicio efectivo y que costó a las arcas públicas mucho más dinero. Nunca hizo declaraciones públicas sobre este tema y se desconocen los motivos de que eligiese esa ubicación. Por ello, desde numerosas asociaciones se le criticó dado que en un puesto público no defendía las competencias propias de la educación ni de tomar decisiones que fuesen menos costosas para las arcas públicas. También se criticó sus acusaciones falsas contra los colectivos que defendieron la educación pública.
Asimismo, se le ha criticado utilizar su puesto de trabajo para favorecer profesionalmente a su familia. En concreto uno de sus hijos fue escogido como "asesor" por el consejero de Economía del Gobierno de Aragón, también del Partido Popular. Su nombramiento fue publicado en el Boletín Oficial de Aragón, y al destaparse la relación familiar lo destituyeron como asesor. Del mismo modo, también fue criticada porque tras apoyar a la Universidad de San Jorge para que implantase Derecho como título, el hijo de Dolores Serrat acabó impartiendo clases en dicho centro, cuando carece de perfil académico ni tenía experiencia universitaria previa. Es por ello que se especula que Dolores Serrat utiliza su puesto para promocionarse instrumentalizando las instituciones desde su puesto público.

## Obra
- Serrat Moré, Dolores [et al.] (1998). Manual de normativa médica y sanitaria. Editorial Constitución y Leyes. ISBN 978-84-7879-437-9.
- Serrat Moré, Dolores (2002). «Violencia en el ámbito doméstico».  En M. Elósegui, M. T. Glez. Cortés, C. Gaudó, ed. El rostro de la violencia: Más allá del dolor de las mujeres. Icaria Editorial. pp. 119-130. ISBN 9788474265705.
- Amando Martín Zurro, J. F. Cano Pérez, ed. (2008). Atención primaria. Conceptos, organización y práctica clínica (6ª edición). Elsevier España. ISBN 9788490220337.
- J. F. Cano Pérez, A. Martín Zurro, ed. (2010). Compendio de Atención Primaria. Elsevier España. ISBN 9788480867078.
- Dolores Serrat Moré, Luisa Bernad Pérez (1997). «Las profesiones sanitarias ante la objeción de conciencia». Cuadernos de Bioética (Asociación Española de Bioética y Ética Médica) (30). ISSN 1132-1989. Archivado desde el original el 22 de enero de 2015. Consultado el 22 de enero de 2015.